# Луций Антоний Алб (консул 132 г.)
Луций Антоний Алб (на латински: Lucius Antonius Albus) е политик на Римската империя.
Произлиза от клон Алб на фамилията Антонии. Син е на Луций Антоний Алб (суфектконсул 102 г.).
През 132 г. Алб е суфектконсул на мястото на един от двата редовни консули Гай Юлий Серии Авгурин или Гай Требий Сергиан.